# 赤裸貴婦
《赤裸貴婦》，又名《宮廷怨史》（拉丁語：Volavérunt）是一部1999年西班牙-法國合拍的歷史劇情片，由比加斯·盧納導演。電影改編自安東尼奧·拉雷塔於1980年獲得行星小說獎的同名小說。

## 劇情簡介
1802年7月23日，西班牙最富有，思想最開放的阿爾瓦女公爵卡耶塔娜在她新建的宮殿裡舉辦了一場名流薈萃的宴會，參與者包括首相曼紐·哥多伊、畫家法蘭西斯科·哥雅和哥多伊的情人兼著名畫作「裸體的馬哈」的原型模特佩篳塔·杜朵等。但翌日淸晨，女公爵卻在自己的房間裡神祕身亡。

## 主要角色
- 愛塔娜·桑榭-希洪（英语：Aitana Sánchez-Gijón） 飾 阿爾瓦女公爵瑪麗亞·特蕾莎·卡耶塔娜
- 潘妮洛普·克魯茲 飾 佩篳塔·杜朵（英语：Pepita Tudó）
- 詹迪·莫拉 飾 曼紐·哥多伊
- 豪爾赫·佩儒哥利亞（英语：Jorge Perugorría） 飾 法蘭西斯科·哥雅
- 史蒂芬妮亞·桑德蕾莉（英语：Stefania Sandrelli） 飾 帕爾馬的瑪麗亞·路易莎
- 奧利維耶·亞沙（法语：Olivier Achard） 飾 葛羅納
- 尙-馬力·約安（法语：Jean-Marie Juan） 飾 拉蒙·畢亞泰利（西班牙语：Ramón Pignatelli）

## 外部連結
- 互联网电影数据库（IMDb）上《赤裸貴婦》的资料（英文）
- AllMovie上《赤裸貴婦》的资料（英文）
- 爛番茄上《赤裸貴婦》的資料（英文）